# Autenticació
|  | Aquest article tracta sobre l'autenticació d'un tractat internacional. Vegeu-ne altres significats a «Autenticació (informàtica)». |

L'autenticació del text d'un tractat internacional és l'acte pel qual els representants dels estats sobirans que han adoptat el text d'un tractat certifiquen que el text és aquell respecte del qual han arribat a un principi d'acord, i n'estableixen la seva autenticitat. El procediment usual és realitzar l'autenticació mitjançant l'anomenada rúbrica, utilitzada en tots els casos en els quals el tractat ha de ser sotmès a una aprovació ulterior per òrgans diferents als negociadors. La signatura d'un tractat, quan els negociadors estan autoritzats a realitzar-la, equival també a l'autenticació. En els tractats adoptats a l'acabament d'una conferència internacional l'autenticació del text es fa per la simple signatura de l'acta final.